# Iurovka
Iurovka - Юровка (rus) - és un poble del krai de Krasnodar, a Rússia. Es troba a la vora del riu Utaix, a la plana de ponent del Caucas occidental. És a 25 km al nord d'Anapa i a 123 km a l'oest de Krasnodar.
Pertanyen a aquest poble els khútors de Bolxoi Raznokol, Verkhni Khantxakrak, Verkhni Txekon, Vessiólaia Gorà, Vestnik, Ivànov, Kràsnaia Gorka, Mali Raznokol, Nijni Khantxakrak, Prikubanski, Rozi Liuksemburg, Txekon i Txorni.